# Arthur H. Robinson

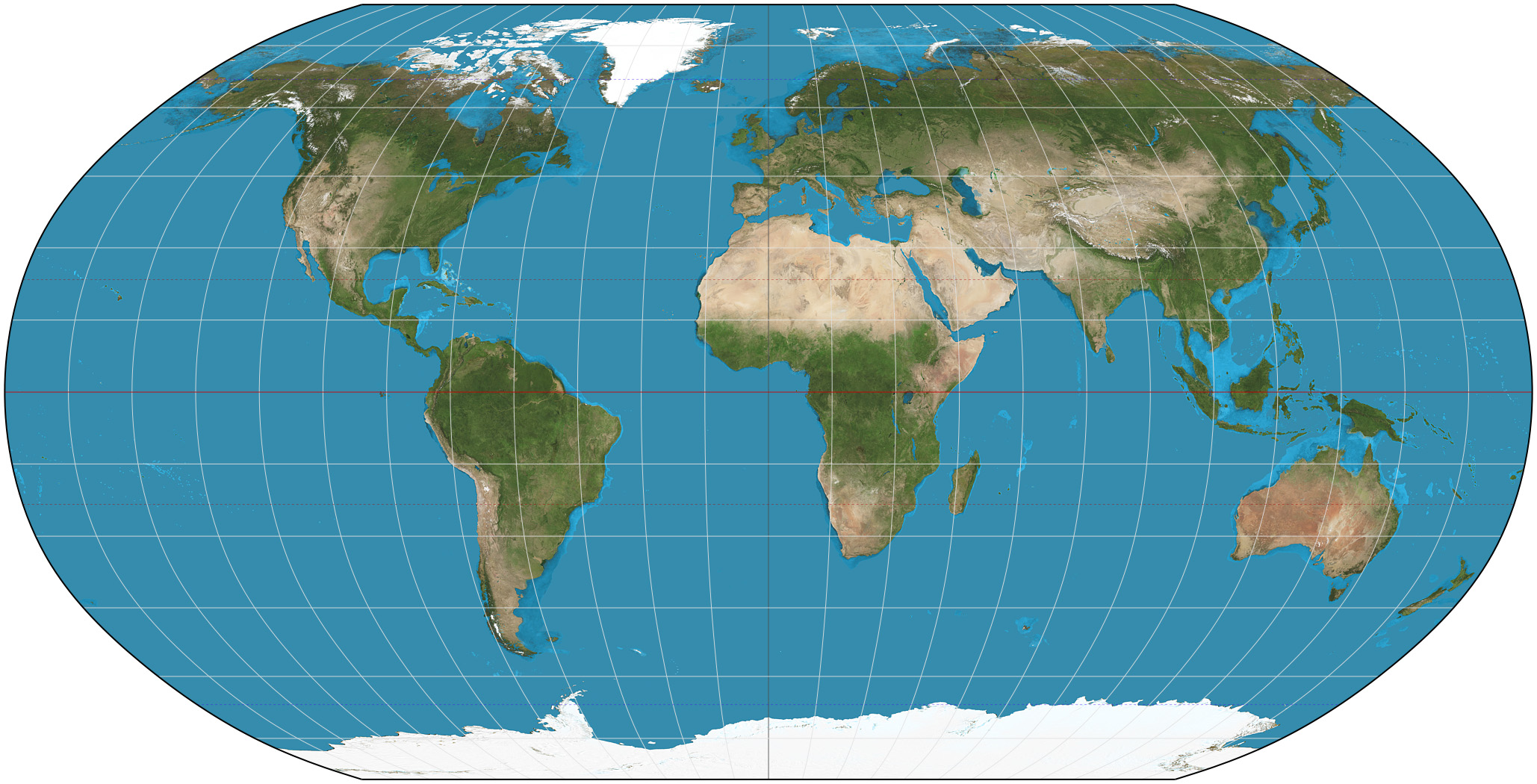
Świat w odwzorowaniu Robinsona

Arthur Howard Robinson (ur. 5 stycznia 1915, zm. 10 października 2004) – amerykański kartograf i geograf, profesor na Wydziale Geografii Uniwersytetu Wisconsin w Madison, twórca odwzorowania Robinsona.
Arthur H. Robinson urodził się w Montrealu, w Quebecu, w rodzinie Amerykanów osiadłych w Kanadzie. W młodości mieszkał w Wielkiej Brytanii, następnie studiował w Stanach Zjednoczonych – uzyskał stopień licencjata na Uniwersytecie Miami w Oxford w stanie Ohio w 1936, magistra geografii na Uniwersytecie Wisconsin-Madison w 1938, doktora na Uniwersytecie Stanu Ohio w 1947.
Podczas II wojny światowej pracował jako dyrektor działu map Biura Służb Strategicznych (amerykańskiego wywiadu).
W swoich badaniach naukowych zajmował się modelem przekazu kartograficznego. Robinson był prezesem Międzynarodowej Asocjacji Kartograficznej i przewodniczącym Stowarzyszenia Geografów Amerykańskich.
Jego imię nosi biblioteka map na Uniwersytecie Wisconsin w Madison.